# Strade provinciali della provincia di Avellino
Elenco delle strade provinciali presenti sul territorio della provincia di Avellino.

## SP 1 - SP 99
- SP 2 dalla ex SS 88 presso il bivio di Altavilla Irpina alla ex SS 374 (km 7,732)
- SP 5 da Atripalda per Santa Lucia di Serino, Solofra al confine con la Provincia di Salerno presso Piazza di Pandola (km 24,847)
- SP 6 1º tratto: dalla SS 303 all'Epitaffio di Monteverde (km 3,112)
- SP 6 2º tratto: dall'Epitaffio di Monteverde alla SP 83 in contrada Pietralunga verso Monteverde (ex SP 51) (km 7,698)
- SP 6 3º tratto: dalla contrada Pietralunga a Monteverde (ex SP 83) (km 2,690)
- SP 7 dalla SS 7, per Martinelli, alla stessa SS 7 nel tratto bivio Sant'Angelo dei Lombardi - Lioni (km 1,900)
- SP 10 dalla SS 90 per il bivio di Villanova del Battista (SP 11) alla ex SS 91 bis (km 12,424)
- SP 11 dalla ex SS 91 (Tre Torri) per Villanova del Battista alla SP 10 (km 14,812)
- SP 16 dalla SS 7 (presso San Potito Ultra) per Sorbo Serpico alla stessa SS 7 (presso Salza Irpina) (km 4,111)
- SP 17 dalla SP 5 alla SP 16 presso Sorbo Serpico (km 5,945)
- SP 18 dalla ex SS 88 presso Contrada per Banzano alla SP 5 presso Torchiati (km 8,940)
- SP 19 dalla SS 90 allo scalo ferroviario di Ariano Irpino (km 3,356)
- SP 20 dalla ex SS 88 in contrada Pennini alla ex SS 374 presso Ospedaletto d'Alpinolo (km 3,063)
- SP 21 dalla SS 7 presso Salza Irpina alla SP 39 presso Chiusano San Domenico (km 2,190)
- SP 23 da Atripalda alla SP 242 in località Pianodardine (km 1,534)
- SP 24 dalla ex SS 88 per Tufarole allo sbocco sulla SS 7 presso Atripalda (km 2,657)
- SP 25 dalla ex SS 403 (Lauro) a Taurano (km 1,618)
- SP 26 dalla SS 90 per Montaguto al confine con la Provincia di Foggia (km 10,200)
- SP 27 dalla ex SS 88 per Petruro di Forino alla SS 7 bis presso Monteforte Irpino (km 8,162)
- SP 28 dalla SP 5 presso Sala di Serino alla SP 117 e da questa allo scalo ferroviario di Serino (km 1,356)
- SP 29 dalla Taverna San Pietro (bivio con la SS 425) a Sant'Angelo dei Lombardi (km 2,393)
- SP 30 dalla ex SS 403 (presso Forino) al confine con la Provincia di Salerno, verso Bracigliano (km 4,941)
- SP 31 da San Martino Valle Caudina al Ponte Tufara, confine con la Provincia di Benevento (km 4,247)
- SP 32 da Solofra, sulla SP 5, per Toro e Sant'Agata Irpina alla stessa SP 5 (km 3,519)
- SP 33 dalla ex SS 368 presso Bagnoli Irpino a 2 km oltre lo scalo ferroviario di Nusco verso il fiume Ofanto (km 9,919)
- SP 35 da Santo Stefano del Sole alla SP 17 (km 2,477)
- SP 36 dalla SS 90 presso Grottaminarda per Carpignano alla ex SS 303 (km 7,426)
- SP 38 dalla ex SS 91, per Sturno, alla SS 303 (km 10,703)
- SP 39 1º tratto: dalla ex SS 400 (Ofantina) presso Parolise per Chiusano San Domenico alla stessa Ofantina (km 4,800)
- SP 39 2º tratto: dalla ex SS 400 (Ofantina) per San Mango sul Calore e Fontana Malvito alla ex SS 164 (km 13,646)
- SP 41 dal ponte San Lorenzo alla SS 7 presso Atripalda (km 0,855)
- SP 42 dalla SP 243 in contrada Serra per Torrioni e Chianche, al ponte Bagnara, sulla ex SS 88 (km 17,064)
- SP 43 dalla ex SS 164, per San Francesco a Folloni, alla ex SS 368 (km 2,769)
- SP 44 dal bivio sulla SS 91 a Conza della Campania (km 2,887)
- SP 46 dalla ex SS 371 allo scalo ferroviario di Prata di Principato Ultra (km 0,799)
- SP 47 da Sant'Angelo dei Lombardi, per Guardia dei Lombardi, alla ex SS 303 presso Taverna di Guardia (km 9,014)
- SP 49 1º tratto: da Bonito, per Morroni, al confine con la Provincia di Benevento (km 6,923)
- SP 49 2º tratto: dalla SS 90 a Melito Vecchio (km 2,550)
- SP 50 dalla SP 243 per Pietradefusi al Ponte Mele (confine con la Provincia di Benevento) (km 4,900)
- SP 51 dal bivio sulla ex SS 399, per il nuovo centro abitato di Aquilonia, ad Aquilonia Vecchia (km 9,023)
- SP 52 1º tratto: dalla SS 90 presso Ponte Calore, per Taurasi, alla ex SS 164 (km 4,000)
- SP 52 2º tratto: dalla SS 90 presso Ponte Calore, per Taurasi, alla ex SS 164 (km 10,030)
- SP 54 dalla SS 90 alla SS 90 bis, verso Castelfranco in Miscano, al confine con la Provincia di Benevento (km 8,444)
- SP 55 dalla SP 243, per Santa Paolina, alla SP 42 presso Montefusco (km 6,375)
- SP 56 dalla SP 243 presso la contrada Serra, per Montemiletto allo scalo ferroviario omonimo (km 7,653)
- SP 57 dalla SS 90 (Passo di Mirabella) per Mirabella Eclano a Taurasi allo scalo ferroviario omonimo (km 13,898)
- SP 58 dalla SS 90 presso lo scalo ferroviario di Savignano Irpino, per Greci, al confine con la Provincia di Foggia (km 10,770)
- SP 59 dalla SP 260 per Nusco, allo scalo ferroviario, fino all'incrocio con la SP 33 (km 8,212)
- SP 61 1º tratto: dalla SS 7 (Atripalda) per Manocalzati fino alla SP 67 (km 4,600)
- SP 61 2º tratto: dalla SP 67 per Montefalcione alla SS 7 bis (Pratola Serra) (km 12,455)
- SP 62 dalla ex SS 164 (Fontanarosa) alla SP 52 (cimitero di Sant'Angelo all'Esca) (km 3,609)
- SP 63 dalla SP 11 a Zungoli (km 4,962)
- SP 64 dalla SP 24 (Carcere di Avellino), per Aiello del Sabato e Cesinali, alla SP 24 (Puntarola) (km 7,058)
- SP 65 dalla SP 27 (Petruro di Forino) alla ex SS 403 presso il cimitero di Forino (km 0,988)
- SP 66 dalla SP 243, per Torre le Nocelle, alla SP 56 (Montemiletto) (km 6,197)
- SP 67 dalla SP 61, per Candida, alla SS 7 (km 4,068)
- SP 68 dalla SP 39 allo scalo ferroviario di Paternopoli (km 0,810)
- SP 70 dalla fine del centro abitato di Valle di Avellino, per Loreto, alla ex SS 374 presso Mercogliano (km 2,711)
- SP 74 dalla SP 5, per Canale di Serino, alla SP 28 per Ponte di Serino (km 5,380)
- SP 75 dalla SP 42 (Montefusco) al confine con la Provincia di Benevento verso San Nazzaro (km 1,721)
- SP 76 dalla SS 303, per Frigento, alla stessa SS 303 (km 3,180)
- SP 77 dalla ex SS 374 (Rotondi) al confine con la Provincia di Benevento, presso Paolisi (km 0,562)
- SP 78 dalla SS 425 a Rocca San Felice (km 2,120)
- SP 79 dalla ex SS 91 (San Sossio Baronia), per Trevico, alla stessa ex SS 91 presso Vallata (km 11,294)
- SP 80 dalla SP 194 ad Avella (km 1,452)
- SP 81 dalla ex SS 399 (Sella del Carmine) a Calitri (km 0,253)
- SP 84 dalla SS 90 (Piano Pantano), per la Variante di Mirabella, alla SP 57 (km 3,197)
- SP 85 dalla ex SS 88 ad Altavilla Irpina (km 1,355)
- SP 86 dalla ex SS 91 a San Sossio Baronia (km 0,882)
- SP 88 dalla SP 39 (Chiusano San Domenico), per Lapio, allo scalo ferroviario omonimo (km 11,674)
- SP 89 dalla ex SS 88 (Piano di Montoro Inferiore) per San Bartolomeo alla SP 5 presso Piazza di Pandola (km 1,686)
- SP 90 dalla SP 5 (Piazza di Pandola) per la Frazione Borgo alla SP 18 (km 7,418)
- SP 91 dalla ex SS 91 a Calabritto (km 2,667)
- SP 92 dalla ex SS 91 (Quaglietta) a Senerchia (km 5,036)
- SP 93 dalla ex SS 403, per Domicella, al confine della Provincia di Napoli verso Palma Campania (km 4,594)
- SP 95 dalla ex SS 368 allo scalo ferroviario di Montella (km 0,234)
- SP 96 dalla ex SS 403, presso la gaveta di Fontenovella, a Migliano-Pignano (km 1,664)
- SP 97 dalla ex SS 403 a Quindici (km 1,180)
- SP 98 dalla SP 97 per Bosagro a Beato (km 1,369)
- SP 99 da Sturno alla SS 303 (km 2,240)

## SP 100 - SP 199
- SP 100 1º tratto: dalla SP 52, per Luogosano, allo scalo ferroviario omonimo (km 4,521)
- SP 100 2º tratto: dalla SP 52 (cimitero di Sant'Angelo all'Esca) all'abitato omonimo (km 0,545)
- SP 101 dalla ex SS 88 alla SP 248 (cimitero di Grottolella) (km 2,000)
- SP 102 dalla SP 47 presso Guardia dei Lombardi per Morra De Sanctis allo scalo ferroviario omonimo (km 13,055)
- SP 104 dalla SP 5 presso Misciano, per San Pietro, alla SP 18 presso Banzano (km 5,018)
- SP 105 dalla SP 16 per Salza Irpina allo scalo ferroviario omonimo (km 1,762)
- SP 106 dalla SS 90 (Piano Pantano) alla SP 49 per Morroni (km 2,564)
- SP 108 dalla SS 7 a Volturara Irpina (km 1,776)
- SP 109 da Santo Stefano del Sole alla SP 5 e da questa per San Michele di Serino allo scalo ferroviario di Serino (km 5,041)
- SP 110 dalla SP 61 allo scalo ferroviario di Montefalcione (km 1,000)
- SP 111 dalla SP 56 per Montaperto alla SS 7 (km 1,679)
- SP 112 dalla ex SS 164 a Paternopoli (km 0,610)
- SP 113 dalla SP 46, per Prata di Principato Ultra, alla SP 242 del Nucleo Industriale (km 3,232)
- SP 114 dalla ex SS 368 allo scalo ferroviario di Bagnoli Irpino (km 0,150)
- SP 115 dalla SP 59 allo scalo ferroviario di Nusco (km 0,140)
- SP 116 dalla ex SS 164 allo scalo ferroviario di Montemarano (km 0,155)
- SP 117 dalla SP 5 presso Santa Lucia di Serino allo scalo ferroviario di Serino (km 1,245)
- SP 118 da Sant'Agata Irpina allo scalo ferroviario di Solofra (Km 0,155)
- SP 119 dalla ex SS 403 per Marzano di Nola alla stessa SS 403 (km 0,966)
- SP 120 dalla ex SS 403 a Masseria (km 0,650)
- SP 121 dalla ex SS 403 a Pago del Vallo di Lauro (km 0,650)
- SP 122 dalla ex SS 403 a Pernosano (km 0,240)
- SP 123 dalla SP 124 a Quadrelle (km 0,660)
- SP 124 dalla SS 7 bis (Baiano) a Sirignano (km 0,570)
- SP 125 dalla SP 61 (Manocalzati) a San Barbato (km 1,582)
- SP 126 dalla SS 7 all'abitato di Serra di Pratola Serra (km 1,380)
- SP 127 da Prata di Principato Ultra allo scalo ferroviario omonimo (km 0,350)
- SP 128 dalla SP 39 a San Mango sul Calore (km 0,130)
- SP 129 dalla ex SS 91, per Andretta, alla stessa ex SS 91 (km 1,855)
- SP 130 dalla ex SS 165 a Caposele (km 1,827)
- SP 131 da Avella allo scalo ferroviario omonimo (km 0,635)
- SP 132 dalla SS 7 bis ad Avella (km 0,605)
- SP 133 da Sperone allo scalo ferroviario di Avella (km 0,298)
- SP 134 dalla ex SS 374 (Roccabascerana), per Cassano, Squillani e Tufara, alla SS 7 (km 9,000)
- SP 135 dalla SP 243 (Venticano), per Festola, Colonna San Giovanni-Colonna San Martino, alla SS 7 (km 5,120)
- SP 136 dalla SP 243 (Passo Dentecane), alla SS 7 (Castel del Lago) (km 4,000)
- SP 137 dalla SP 5 (Sala di Serino), per San Sossio e Troiani, alla SP 5 (Santa Lucia di Serino) (km 3,500)
- SP 138 dalla SP 137 (Sala di Serino) al confine con la provincia di Salerno verso Giffoni Valle Piana (km 6,200)
- SP 139 da Casalbore alla SS 90 bis (Montecalvo scalo) (km 6,174)
- SP 140 dalla ex SS 91 a Cairano (km 7,000)
- SP 141 dalla SP 164 per San Felice e Capriglia alla ex SS 88 (km 4,000)
- SP 142 dalla SP 46 (Prata di Principato Ultra) al Santuario S.S. Annunziata (km 0,800)
- SP 143 da Bagnoli Irpino alla ex SS 164 per Acerno (km 5,920)
- SP 144 dalla SP 79, per Vallesaccarda, alla ex SS 91 bis (Vallata) (km 6,328)
- SP 145 dalla SP 5 (Torchiati) per la SP 90 alla ex SS 88 (Piano di Montoro Inferiore) (km 3,600)
- SP 146 dalla ex SS 374 (bivio Festole) al confine Provincia di Benevento verso Pannarano (km 1,050)
- SP 148 1º tratto: da Montecalvo Irpino al Torrente Miscano al confine con la provincia di Benevento (km 9,000)
- SP 148 2º tratto: dal km 5+450 della SP 148 al confine con la provincia di Benevento (km 1,200)
- SP 149 da Sant'Angelo dei Lombardi allo scalo ferroviario di Morra de Sanctis (km 7,336)
- SP 150 dalla SS 7 nei pressi di Teora allo scalo ferroviario di Teora - Morra de Sanctis (km 6,500)
- SP 151 dalla ex SS 91 (Castel Baronia) alla SP 235 "Valle Ufita" (km 4,967)
- SP 152 1º tratto: dalla ex SS 574 (Cruci di Montella) alla SP 108 (Volturara Irpina) (km 9,292)
- SP 152 2º tratto: dalla ex SS 368 (Montella) al Santuario S.S. Salvatore (km 6,327)
- SP 153 da Capocastello per la SS 374 al confine con la provincia di Benevento in località Morconi di Cervinara (km 4,150)
- SP 154 dal Km 2+000 dopo lo scalo di Nusco, in prosieguo della SP 33, alla SS 7 nei pressi dello scalo ferroviario di Sant'Angelo dei Lombardi (km 7,336)
- SP 155 da Monteverde allo scalo ferroviario omonimo (km 7,000)
- SP 156 da Aquilonia allo scalo ferroviario omonimo (km 12,000)
- SP 157 dalla ex SS 91 ad Alvano, frazione del Comune di Andretta (km 1,000)
- SP 158 dallo scalo ferroviario di Montella per il bivio della ex SS 164 alla frazione Gargano (km 1,800)
- SP 159 dalla ex SS 164 nei pressi di Paternopoli allo scalo ferroviario di Castelvetere sul Calore (km 4,000)
- SP 160 dalla ex SS 400 nei pressi di Castelvetere sul Calore allo scalo ferroviario omonimo (km 7,000)
- SP 161 dalla SP 25 nei pressi di Taurano, alla località San Giovanni (km 0,300)
- SP 162 da San Pietro di Montoro Superiore, per la SP 90, alla ex SS 88 (Preturo) (km 2,000)
- SP 163 dalla SP 32 (Sant'Agata di Solofra) alla SP 18 (Banzano di Montoro Superiore) (km 4,300)
- SP 164 dalla SP 185, per Tropeani, alla SP 165 (Picarelli) (km 4,000)
- SP 165 da Contrada Amoretta (Avellino) alla SP 164 (Picarelli) (km 1,500)
- SP 166 dalla ex SS 374 (Pietrastornina), per la contrada Cappella, alla SP 2 (km 4,795)
- SP 167 dalla SP 38, località Flammia di Sturno alla SP 235 "Valle Ufita" (km 3,900)
- SP 168 dalla SS 7 per lo scalo ferroviario di San Martino Valle Caudina alla SP 31 (km3,487)
- SP 169 dalla SP 31 a San Martino Valle Caudina (km 1,151)
- SP 170 dalla ex SS 374, con la diramazione Cupa Ombre, alla frazione Santa Paolina (km 1,300)
- SP 172 dall'abitato di Quadrelle all'abitato di Sirignano (km 0,575)
- SP 173 da Montefalcione (SP 61) alla SS 7 e da questa a Montemiletto (SP 56) (km 7,009)
- SP 174 dalla SP 42 a Montefusco (Km 0,850)
- SP 175 dalla SP 2 per Tuoro e Cassano di Roccabascerana, alla SP 134 (km 2,900)
- SP 176 dalla SS 7 per l'abitato di Lioni alla stessa SS 7 (km 1,000)
- SP 177 dalla SP 139 (Casalbore) al confine con la provincia di Benevento verso Ginestra degli Schiavoni (km 4,000)
- SP 178 dalla SS 303 (località Forcuso) a Rocca San Felice (km 4,500)
- SP 179 dalla SP 102 alla stessa SP 102 (Circumvallazione di Morra de Sanctis) (km 1,000)
- SP 180 dalla ex SS 91, in prosieguo della SP 129 alla frazione Arenara del Comune di Andretta (km 3,500)
- SP 181 dalla SP 16 allo scalo ferroviario di Salza Irpina (km 0,400)
- SP 182 dalla SP 223 (Cesinali) alla SP 5 in località Villa San Nicola (km 1,500)
- SP 183 dalla SP 88 alla frazione Arianiello del Comune di Lapio (km 1,500)
- SP 184 dalla ex SS 371 allo scalo ferroviario di Tufo (Km 0,200)
- SP 185 dalla SP 242, per Montefredane e bivio SP 248 per Taverna del Monaco, alla SP 141 (km 11,500)
- SP 186 dalla ex SS 88 (confine con la provincia di Benevento), in località Bagnara, alla frazione San Pietro del Comune di Chianche (km 1,451)
- SP 187 dalla ex SS 374, nei pressi di Pietrastornina, alla SP 2 nei pressi di Ciardelli (km 2,500)
- SP 188 dalla ex SS 88 alla frazione Starze del Comune di Summonte (km 0,500)
- SP 189 dalla ex SS 303 alla frazione Oscata del Comune di Bisaccia (km 6,100)
- SP 190 dalla SP 62 per la frazione Santa Caterina, attraverso la SP 57 a Mirabella Eclano e alla SS 90 (km 7,500)
- SP 192 dalla SP 39 alla masseria del Bosco del comune di Chiusano San Domenico (km 2,700)
- SP 193 dalla SS 164, nei pressi del cimitero di Castefranci, allo scalo ferroviario di Castelfranci (km 1,400)
- SP 194 dalla SS 7 bis alla SP 80 nei pressi di Avella (km 0,315)
- SP 195 dalla SP 5 (Santa Lucia di Serino) alla SP 109 nei pressi di Santo Stefano del Sole (km 3,000)
- SP 196 dalla ex SS 88 (Piano di Montoro Inferiore) allo scalo ferroviario omonimo (km 0,300)
- SP 197 da Bonito al confine con la Provincia di Benevento verso Apice (km 2,325)
- SP 198 dalla SS 90 allo scalo ferroviario di Montaguto (km 0,500)
- SP 199 dalla ex SS 399 nei pressi di Calitri alla SP 140 nei pressi di Cairano (km 9,000)

## SP 200 - SP 299
- SP 201 dalla SP 27 alla ex SS 403 nei pressi di Forino (Parianico) (km 1,600)
- SP 202 dalla SP 5 alla frazione Aterrana di Montoro Superiore (km 0,500)
- SP 203 dalla ex SS 91 per Flumeri alla stessa ex SS 91 (km 1,400)
- SP 204 dalla SP 56 presso lo scalo ferroviario di Montemiletto alla SP 66 (km 2,800)
- SP 206 dalla SS 7, nei pressi di Atripalda, alla SP 64 (Cesinali) (km 2,500)
- SP 207 dalla ex SS 88 (frazione Celzi di Forino) alla ex SS 403 (Astolelle) (km 1,250)
- SP 208 dalla ex SS 371 allo scalo ferroviario di Prata - Pratola (km 0,800)
- SP 209 da Casalbore alla SS 90 bis (km 2,600)
- SP 211 dalla SP 140, nei pressi dell'abitato di Cairano allo scalo ferroviario omonimo (km 4,200)
- SP 212 dalla ex SS 303, per l'abitato di Bisaccia ed il cimitero alla località Imperiale (km 1,300)
- SP 213 dalla ex SS 164 (Fontanarosa) alla ex SS 428 (Gesualdo) (km 6,800)
- SP 214 dalla SP 173, per la contrada San Marco di Montefalcione alla SP 88 in località Savaroni (km 3,280)
- SP 215 dalla SP 57 (contrada Estrecina) alla SP 88 presso lo scalo ferroviario di Lapio (km 3,526)
- SP 216 dalla SP 39 all'abitato della frazione Poppano di San Mango sul Calore (km 3,280)
- SP 217 dalla ex SS 428 alle Terme di San Teodoro di Villamaina (km 0,860)
- SP 218 dalla SP 42 (Montefusco), per Sant'Angelo a Cancelli alla SP 50 presso Pietradefusi (km 4,000)
- SP 219 da Sant'Angelo a Cancelli al confine con la Provincia di Benevento verso San Nazzaro (km 1,000)
- SP 220 dalla SS 7 (Montemarano) alla SP 152 nei pressi dell'Ofantina (km 5,000)
- SP 221 dal Nucleo Industriale di Pianodardine, per Pozzo del Sale alla SP 164 (località Picarelli di Avellino) (km 4,984)
- SP 223 da Cesinali alla SP 109 presso il passaggio a livello di San Michele di Serino (km 4,200)
- SP 224 dalla SP 125 (San Barbato) alla SP 126 presso Serra di Pratola Serra (km 2,300)
- SP 226 dalla ex SS 374 (Mercogliano), all'abitato della frazione Capocastello (km 2,500)
- SP 227 dalla ex SS 374 presso Loreto di Mercogliano, per Torelli, alla SS 7 bis (km 2,000)
- SP 228 dallo scalo ferroviario di Cervinara, per San Cosmo, alla SS 7 (località Torricelli) (km 2,686)
- SP 229 dalla ex SS 374 (Trescine) per San Cosmo alla ex SS 374 (km 5,651)
- SP 230 dalla ex SS 374 presso San Martino Valle Caudina, in località Iardino alla località Bosco (km 1,000)
- SP 231 dalla ex SS 399 (Calitri), per la località Taverna del Passo, alla SS 401 (km 5,960)
- SP 232 dalla SS 7 (Sant'Andrea di Conza) al confine con la provincia di Potenza (km 1,000)
- SP 233 dall'abitato di Tufo alla frazione San Paolo (km 5,000)
- SP 234 dall'abitato di Torre le Nocelle per Felette e Campoceraso alla SS 7 (km 6,287)
- SP 235 dalla strada del Nucleo Industriale di Flumeri al Torrente Alvanello (1° tronco Fondo Valle Ufita) (km 4,385)
- SP 236 dalla SS 90 (presso Ariano Irpino) alla SP 11 (km 6,167)
- SP 237 dalla SP 236 alla frazione Orneta di Ariano Irpino (km 3,841)
- SP 238 dalla ex SS 164 a Cassano Irpino (km 1,350)
- SP 239 dalla ex SS 88 alla frazione Castello di Forino (km 1,000)
- SP 240 da Lauro, per Migliano alla SP 93 presso il cimitero di Casola (km 4,400)
- SP 241 da Lauro a Bosagro (km 0,600)
- SP 242 da Ponte delle Noci (Nucleo Industriale di Avellino) al Ponte Sabato (SS 7) (km 3,290)
- SP 243 dalla ex SS 371, nei pressi di Pratola Serra alla SS 7 nei pressi di Venticano (km 5,850)
- SP 244 dalla SP 39 (località Malvito) allo scalo ferroviario di Luogosano (km 1,395)
- SP 245 dalla SP 56 (scalo ferroviario di Montemiletto) alla SP 173 (Montefalcione-Montemiletto) (km 2,680)
- SP 246 da Atripalda all'incrocio con la SP 17 (Feudi di San Gregorio) (km 6,000)
- SP 247 da Castello di Cervinara per Pirozza e Rotondi alla ex SS 374 (km 4,500)
- SP 248 da Altavilla Irpina alla SP 185 (cimitero di Grottolella) (km 4,830)
- SP 249 dalla Strada ASI (Rotondi - San Martino Valle Caudina) alla SP 168 (Crocevia) (km 1,200)
- SP 250 1 °tratto: dal quadrivio di Sant'Angelo dei Lombardi all'incrocio con la SS 7 verso Lioni (km 2,306)
- SP 250 2 °tratto: dalla SS 7 (località Martinelli) alla SS 7 (Taverna del Passo) (km 2,596)
- SP 251 da Avellino (contrada Infornata) a Monteforte Irpino (km 6,950)
- SP 252 dalla SS 7 (Canale - Musanni) alla ex SS 400 (Montemarano-Ofantina) (km 5,000)
- SP 256 dalla SP 66 (cimitero di Torre le Nocelle) alla SP 234 (km 2,600)
- SP 257 Tratto di ex SS 91 della “Valle del Sele” dal km 2+450 (in prossimità del bivio con la SP 38) al km 6+000 (km 3,550)
- SP 258 da Carife alla SP 281(Fondo Valle Ufita 2° Tronco) (km 4,000)
- SP 259 dalla SP 190 alla SS 303 (Sommito) (km 1,200)
- SP 260 dalla ex SS 164 (passaggio a livello di Ponteromito) alla ex SS 400 (Piano Marotta) (km 10,160)
- SP 261 da Ponte Sele al confine con la Provincia di Salerno (ex SS 91) (km 10,800)
- SP 262 dalla SP 52 (Mirabella Eclano) alla SP 100 (Sant'Angelo all'Esca) (km 6,000)
- SP 263 dalla SP 64 (Aiello del Sabato) alla SP 32 (Solofra) (km 4,670)
- SP 264 da Taurano verso Monteforte Irpino per km 2,000 (km 2,000)
- SP 265 dalla ex SS 88, per Casale a Capriglia Irpina (km 1,500)
- SP 266 dalla SP 113 (Prata di Principato Ultra) ad Altavilla Irpina (km 5,780)
- SP 267 dalla ex SS 88, per contrada Embricera alla ex SS 374 (Summonte) (km 2,900)
- SP 268 Variante di Cervinara (km 4,821)
- SP 269 da Mercogliano alla ex SS 88 (km 1,000)
- SP 270 dalla SP 113 (Prata di Principato Ultra) alla SP 185 (Montefredane) (km 3,980)
- SP 271 1º tratto: da Grottaminarda alla SP 106 per Bonito (km 7,522)
- SP 271 2º tratto: dal Km 6+200 del 1º tratto della SP 271 a Bonito (km 3,000)
- SP 272 dalla SP 117 alla SS 574 (Serino) (km 0,800)
- SP 273 1º tratto: dalla SS 90 bis, per la frazione Malvizza, al confine con la provincia di Benevento (km 3,400)
- SP 273 2º tratto: dall'incrocio per Ginestra degli Schiavoni al confine con la provincia di Benevento (Castelfranco in Miscano) (km 1,750)
- SP 274 dallo svincolo del Raccordo autostradale AV-SA alla SP 74 (Ferrari - Pescarole) (km 0,500)
- SP 275 dalla ex SS 374 (San Martino Valle Caudina) verso Montesarchio, al confine con la provincia di Benevento (km 2,350)
- SP 276 dalla SP 19 (Stazione di Ariano Irpino) alla SS 90 bis (km 4,150)
- SP 277 dalla SP 2 (Ciardelli) al confine della Provincia di Benevento (km 0,500)
- SP 278 da Altavilla Irpina, per Sassano, alla ex SS 88 (km 2,000)
- SP 279 Quadrivio di Sant'Angelo dei Lombardi - Area Industriale di Nusco (km 7,144)
- SP 280 dalla SP 61 (Convento di Montefalcione) alla SP 126 (Ponte autostrada Napoli-Bari) (km 5,760)
- SP 281 Fondo Valle Ufita 2° tronco: dal torrente Alvanello (in prosieguo della SP 235) alla ex SS 91 (km 16,810)
- SP 282 dalla Frazione Orneta di Ariano Irpino (in prosieguo della SP 237) alla SP 11 nei pressi di Villanova del Battista (km 4,500)
- SP 283 da Melito Irpino all'incrocio con la SS 90 (km 3,210)
- SP 284 dalla ex SS 303 "del Formicoso" (km 53+100) al casello di Lacedonia dell'autostrada Napoli-Bari (km 7,750)
- SP 285 dalla ex SS 303 “del Formicoso” (Km 39+820) nei pressi di Bisaccia al casello di Lacedonia dell'autostrada Napoli-Bari (km 8,900)
- SP 286 dalla SP 154 nei pressi dello scalo ferroviario di Sant'Angelo dei Lombardi alla SP 260 (località Taverna Arsa) (km 5,800)
- SP 287 dalla ex SS 414 (località San Vito di Montecalvo Irpino) al confine con la provincia di Benevento (località Isca della Rose) (km 11,420)
- SP 288 dalla ex SS 374 (Summonte) alla ex SS 88 (km 2,400)
- SP 289 dalla ex SS 88 per Starze di Summonte alla strada comunale Sant'Eustachio (km 1,500)
- SP 290 Strada di collegamento Sant'Angelo dei Lombardi - Nucleo Industriale Porrara - Lioni - Nusco e Ofantina (km 6,697)
- SP 291 Bretella di San Mango: dalla ex SS 400 al Nucleo Industriale di San Mango sul Calore (km 9,100)

## Altre strade provinciali
- Ex strada statale 414 di Montecalvo Irpino - Dalla S.S. n° 90 (Ariano Irpino) alla S.S. n° 90 bis (Casalbore) (km 18,600)
- Ex strada statale 164 1º tratto - delle Croci di Acerno - Dalla S.S. n° 303 fino all'innesto con la S.S.400 (km 27,000)
- Ex strada statale 164 2º tratto - delle Croci di Acerno - dall'innesto S.S.400 fino a confine Provincia di Salerno (km 14,910)
- Ex strada statale 165 di Materdomini - Dalla S.S. n° 7 alla S.S. n° 91 (km 14,835)
- Ex strada statale 303 del Formicoso - Dalla SS 425 al confine Provincia di Foggia (km 38,490)
- Ex strada statale 368 del lago Laceno - Dalla S.S. n° 164 (Montella) al Lago Laceno (Anello del Lago) (km 19,015)
- Ex strada statale 371 della Valle del Sabato - Dalla S.S. n° 7 (Pratola Serra) alla S.S. n° 88 (km 10,826)
- Ex strada statale 374 1º tratto: di Summonte e di Montevergine - Dalla S.S. n° 7/bis (Uscita Avellino Ovest NA-BA) alla S.P. 267 (km 10,000)
- Ex strada statale 374 2º tratto: di Summonte e di Montevergine - Dalla S.P. 267 alla S.S. n° 7 (Rotondi) (km 26,270)
- Ex strada statale 374 dir di Montevergine - Dalla S.S. n° 374 (Ospedaletto) a Montevergine (km 11,000)
- Ex strada statale 399 di Calitri - Dalla S.S. n° 303 alla S.S. n° 7 dir/c (km 19,860)
- Ex strada statale 400 1º tratto - di Castelvetere - Dalla ex S.S.164 (Ponteromito) - Ofantina bis Parolise (km 16,400)
- Ex strada statale 400 2º tratto - di Castelvetere - Dalla S.S. n° 7 (S.Angelo dei Lombardi) alla ex S.S.164 (km 13,000)
- Ex strada statale 400 dir di Castelvetere - Dalla S.S. n° 400 (Castelvetere) alla S.S. n° 7 (Montemarano) (km 3,348)
- Ex strada statale 403 del Vallo di Lauro - Dalla S.S. n° 88 (Forino) al confine con la provincia di Napoli (km 23,940)
- Ex strada statale 428 di Villamaina - Dalla S.S. n° 303 alla S.S. n° 7 (km 15,200)
- Ex strada statale 574 del Monte Terminio - Uscita Autostrada SA-AV (Serino) - Montella (km 38,425)
- Ex strada statale 574 dir del Monte Terminio - Dalla S.S. n° 574 a Varco del Faggio (km 3,600)
- Ex strada statale 7 1º tratto: Appia - Dal km.310,550 al km.339,600 da Atripalda a SS.164 Ponteromito (km 29,050)
- Ex strada statale 7 2º tratto: Appia - Dal km.367,740 al km.382,450 da Lioni a Sella di Conza (km 14,710)
- Ex strada statale 88 1º tratto: dei Due Principati - Dal confine della provincia di Salerno all'abitato di Avellino (km 25,200)
- Ex strada statale 88 2º tratto: dei Due Principati -Dall'abitato di Avellino al confine con la provincia di Benevento (km 24,330)
- Ex strada statale 91 della Valle del Sele - 1º tratto - Grotta - Vallata (km 31,000)
- Ex strada statale 91 della Valle del Sele - 2º tratto - Da Vallata fino al km 59,600 (km 24,400)
- Ex strada statale 91 della Valle del Sele - 3º tratto - Dal km 81+550 al km 85+750 (km 4,200)
- Ex strada statale 91 bis Irpina - 1º tratto - Dal km 28+300 al km 36+540 (km 8,240)
- Ex strada statale 91 bis Irpina - 2º tratto - Dallo scalo di Savignano al confine Provincia di Foggia (km 11,000)
- Strada di collegamento Mirabella PIP Fontanarosa - (S.P.190 - ex S.S. 164) (km 1,784)
- Variante di Grottaminarda - Tratto: S.S. 91 - S.P. 136